# Кийза
Ки́йза (эст. Kiisa) — посёлок в волости Саку уезда Харьюмаа, Эстония.

## География и описание
Расположен на севере Эстонии, в центральном течении реки Кейла. Граничит с деревными Рообука, Метсанурме, Тыдва, Кирдалу и Куртна. Высота над уровнем моря — 50 метров.
Через Кийза проходят шоссе Тыдва—Хагери и железная дорога Таллин—Рапла. В посёлке находится одноимённая железнодорожная станция (25 км от Таллина).
Климат умеренный. Официальный язык — эстонский. Почтовый индекс — 75503.

## Население
По данным переписи населения 2021 года, в Кийза насчитывалось 676 жителей, из них 623 (92,7 %) — эстонцы.
По данным переписи населения 2011 года, число жителей посёлка составляло 713 человек, из них 665 (93,3 %) — эстонцы.
Летом за счёт дачников число жителей увеличивается до 3000 человек.
Численность населения посёлка Кийза по данным переписей населения:
| Год  | 1959 | 1970  | 1979  | 1989  | 2000  | 2011  | 2021  |
| ---- | ---- | ----- | ----- | ----- | ----- | ----- | ----- |
| Чел. | 229  | ↗ 427 | ↗ 455 | ↘ 355 | ↗ 558 | ↗ 713 | ↘ 676 |

## История
Первое упоминание Кийза как топонима связывают с 1463 годом в связи с существовавшим на этих землях хутором. В письменных источниках 1577 года упоминается хутор Kysse. В 1586 году также упоминается водяная мельница в этих местах (Sikasarve).
Владелец мызы Сак граф Пауль Эдуард Ребиндер объединил принадлежавшие ему хутора Киза и Сикасарве в мызу под названием Киза (упоминается в 1844 году как скотоводческая мыза нем. Kiesa).
Деревня Кийза упомянута в печатных источниках 1774 года в связи с распределением хуторов на мызе. Тогда в деревне насчитывалось 6 хуторов и лесничество с 11 десятинами лесных угодий.
В 1920-х годах, в результате земельной реформы на землях национализированной мызы сформировалась деревня.
В 1954 году был создан Куртнаский сельсовет (эст. Kurtna külanõukogu), административный центр которого находился  в деревне Кийза. С 1964 года Кийза относилась к Сакускому сельсовету (эст. Saku külanõukogu), который после восстановления независимости Эстонии стал называться волостью Саку.
В 1956 году в деревне был основан Народный дом Кийза, который стал действовать в доме хутора Яагу (Jaagu), построенном на рубежее 19—20-го столетий.
Статус посёлка деревня Кийза получила в 1977 году. Лозунг посёлка: «Через зелёный лес» (эст. Läbi rohelise metsa).

## Инфраструктура
Кийза уже много лет является местом летнего отдыха для жителей Таллина. Было построено много дач, которые затем перестраивались в частные дома для круглогодичного проживания. Рост населения и экономической активности привёл к обширному развитию инфраструктуры посёлка.
По состоянию на 2011 год в посёлке работали почтовое отделение, народный дом и библиотека. В 2014 году было начато строительство Центра досуга, в котором после его завершения также разместился народный дом и молодёжный центр. В посёлке работает продуктовый магазин торговой сети «Coop».
С 2014 года в Кийза ежегодно проводится ставший традиционным для многих посёлков и деревень Эстонии «День кафе». Эти мероприятия проходят в рамках кампании «Долгосрочная программа передачи знаний в области сельского хозяйства, продовольствия и сельской экономики», источник финансирования: Европейский сельскохозяйственный фонд развития сельской жизни (EAFRD). Посредством реализации этой программы Министерство по делам сельской жизни Эстонии желает повысить конкурентоспособность сельского хозяйства, улучшить устойчивое управление природными ресурсами, повысить эффективность климатических мер, а также обеспечить сбалансированное территориальное развитие сельских регионов.

## Происхождение топонима
По мнению исследователей Института эстонского языка, топоним произошёл от эстонского слова (названия рыбы) kiisk : kiisa — ёрш.

## Галерея

Посёлок Кийза
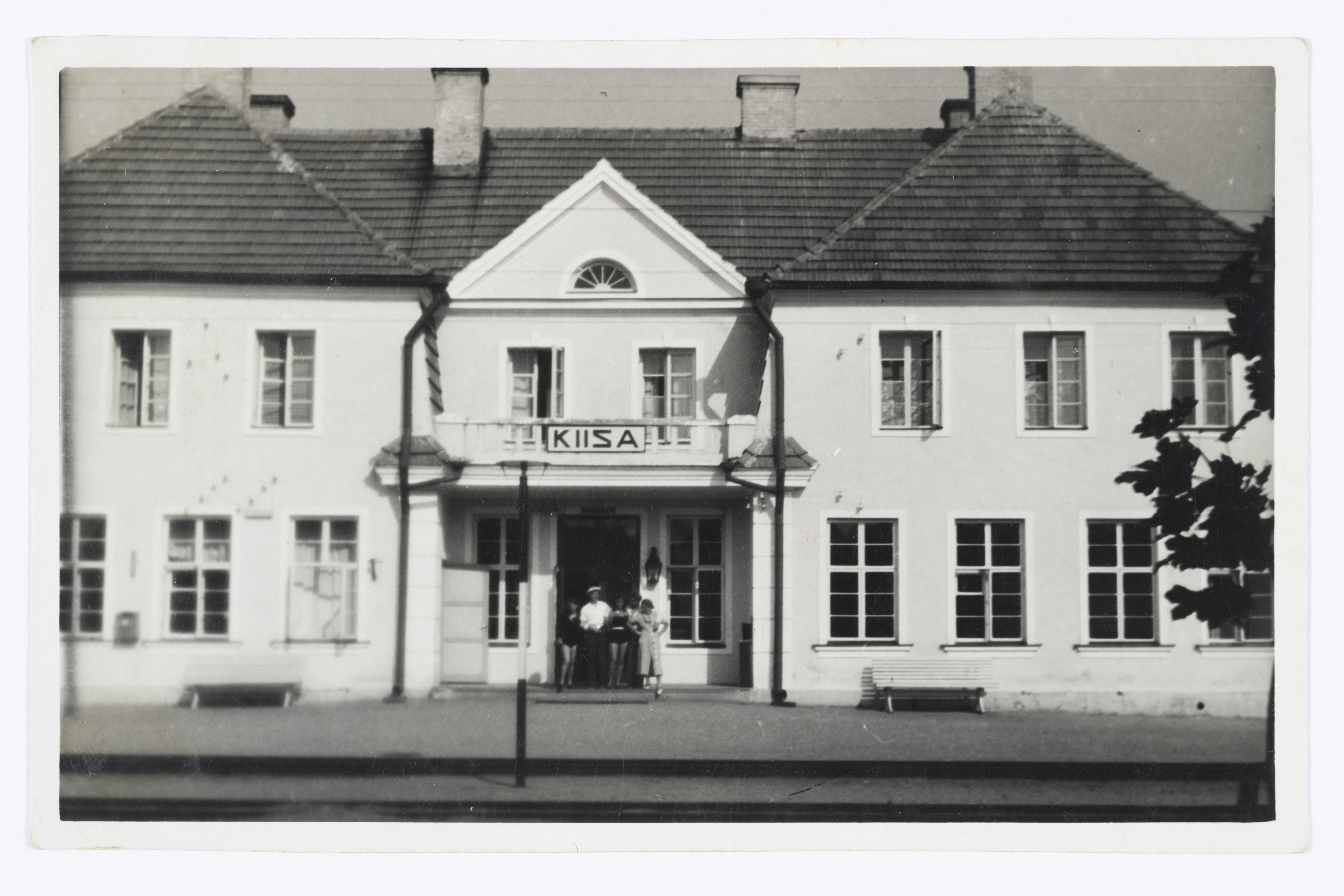
Железнодорожный вокзал Кийза в 1930 году
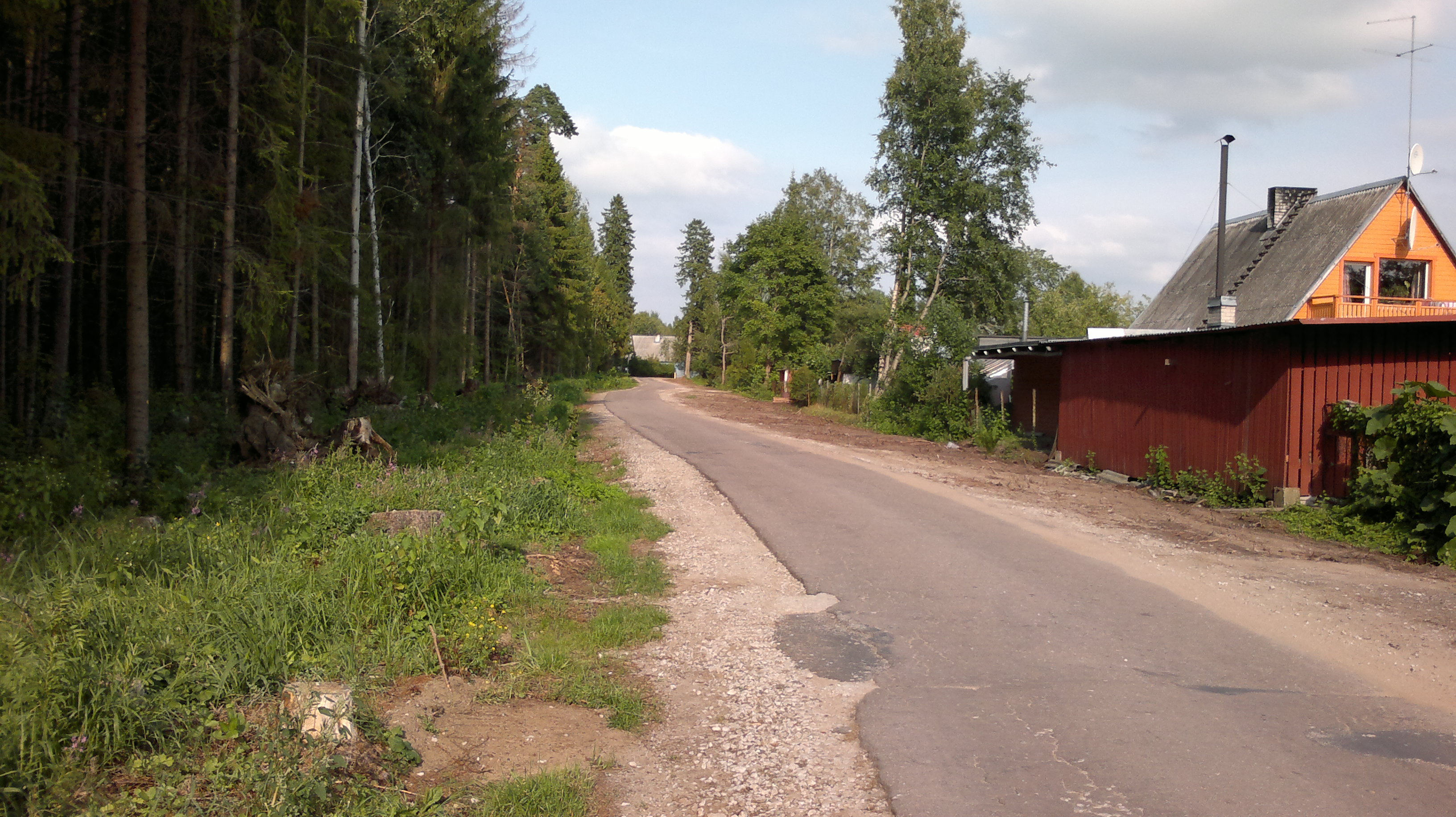
Улица Каземетса
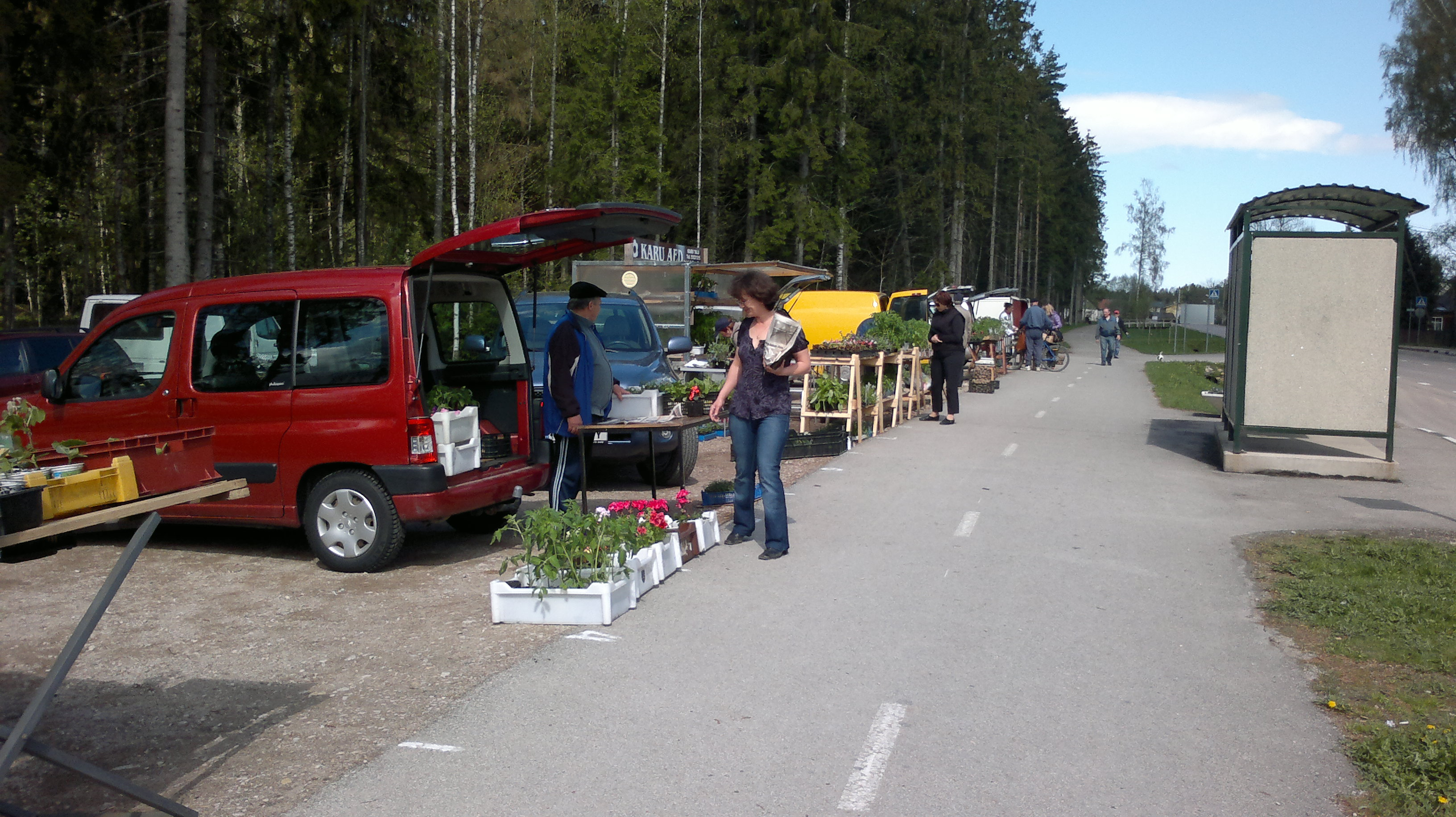
Поселковый рынок
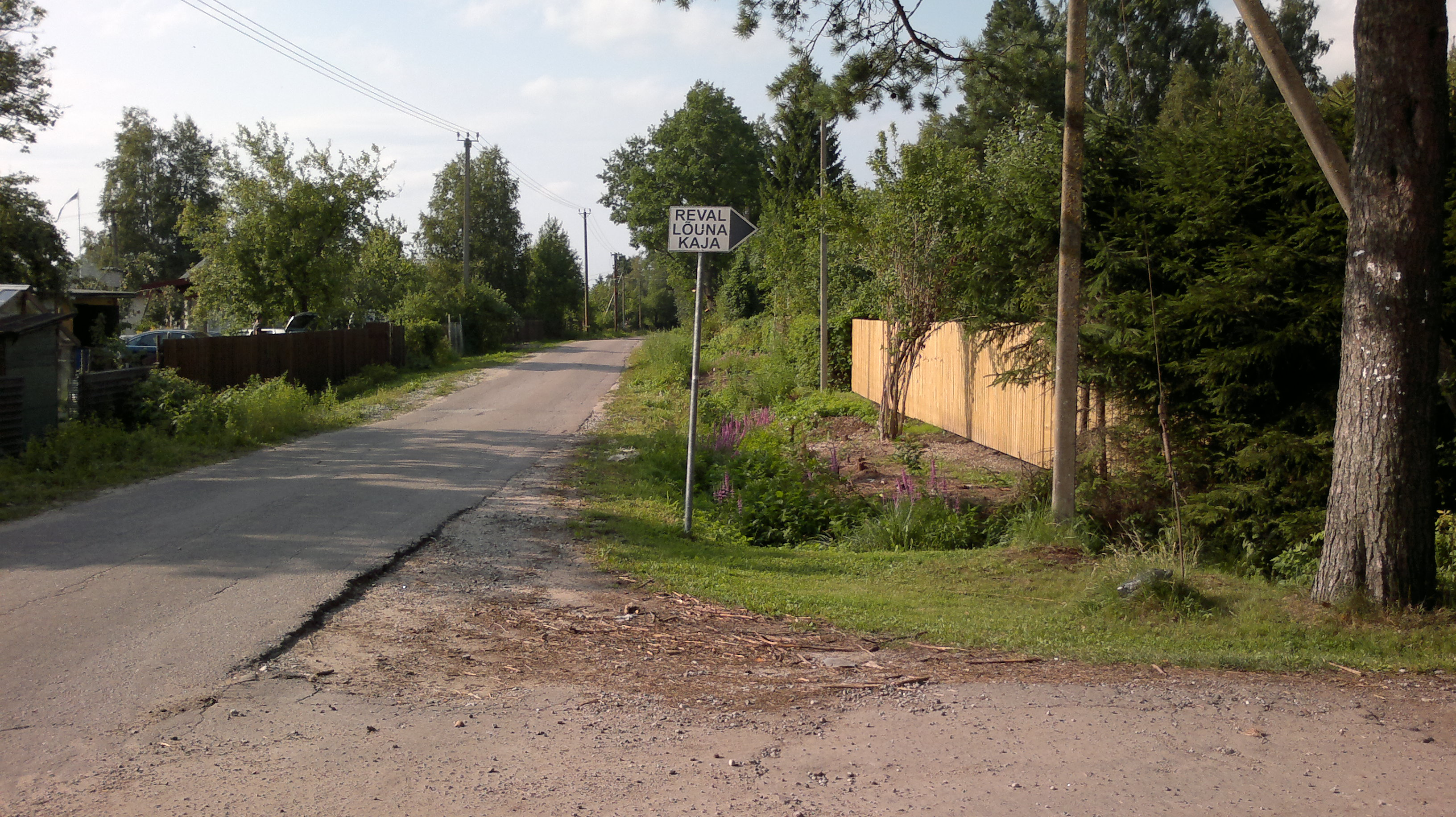
В посёлке в 2011 году
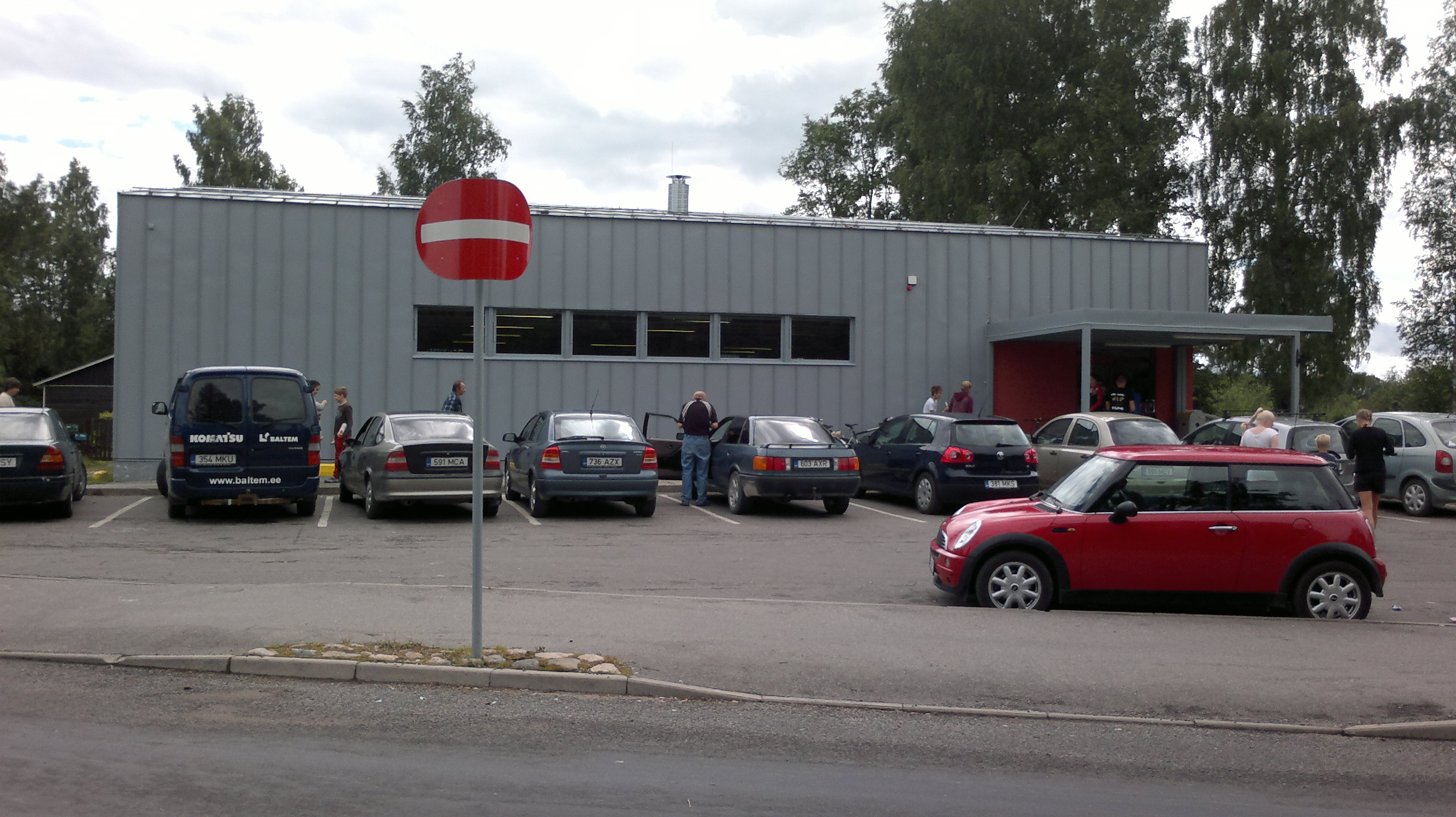
Магазин, 2011 год
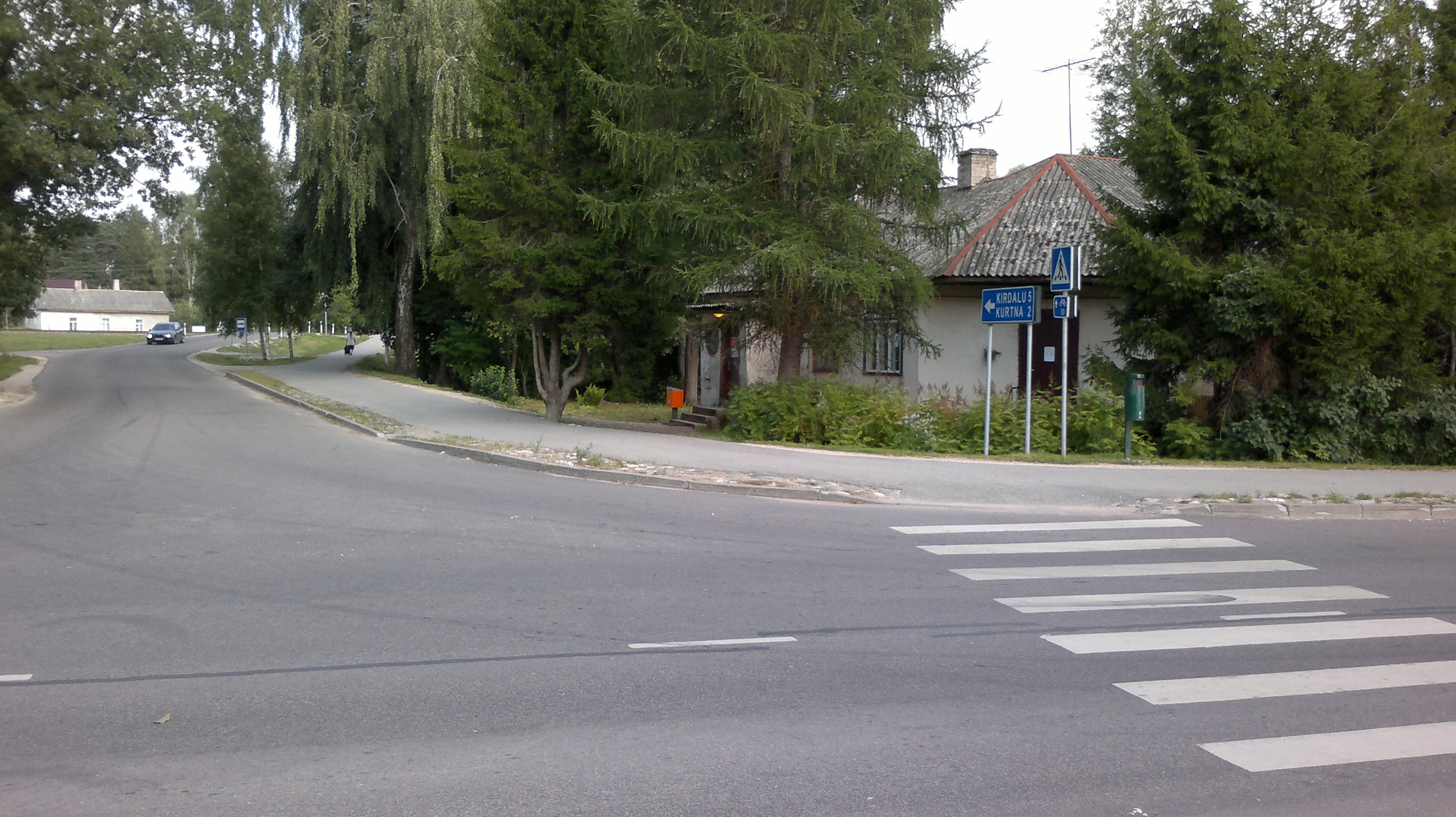
Библиотека, 2011 год
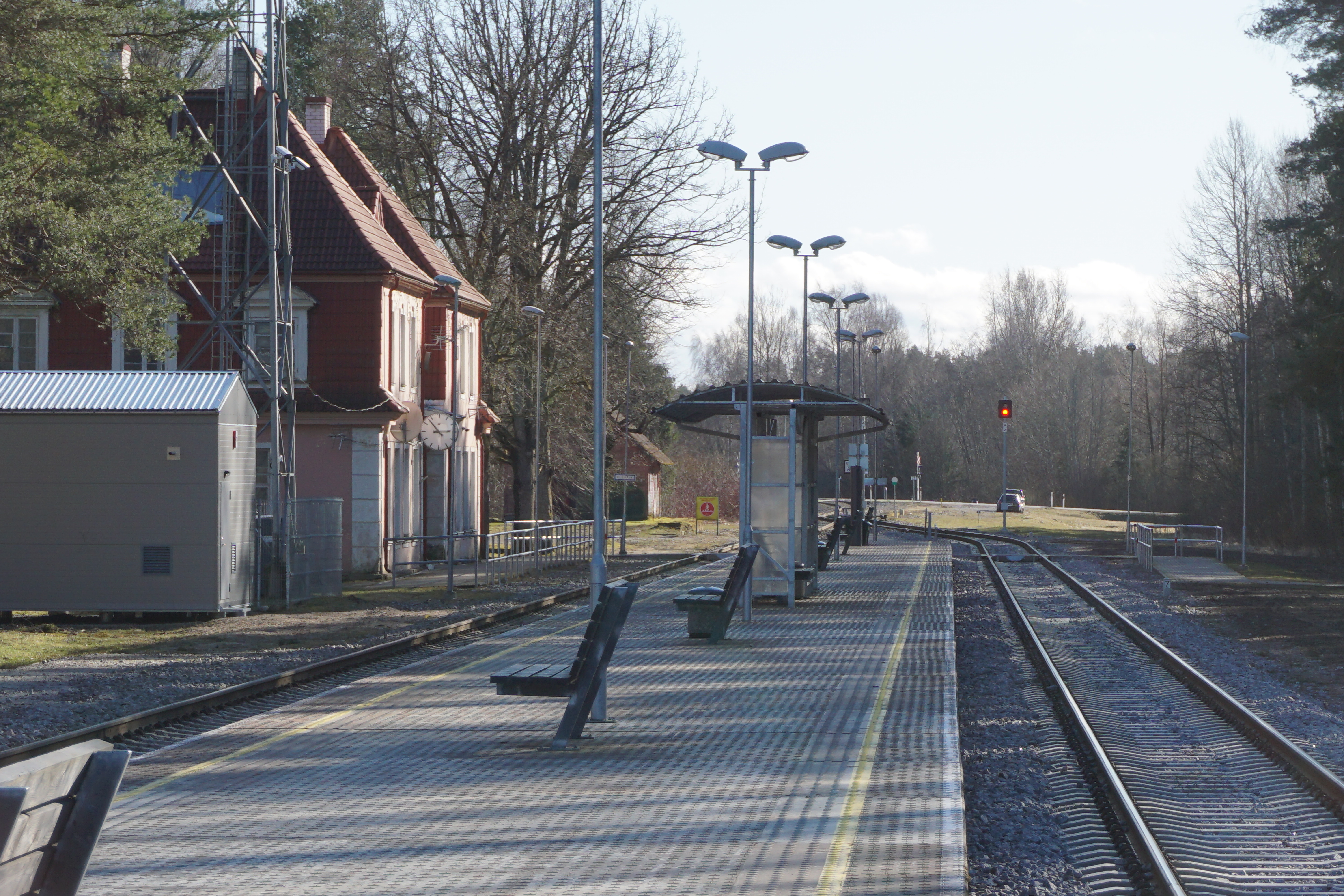
Новый перрон
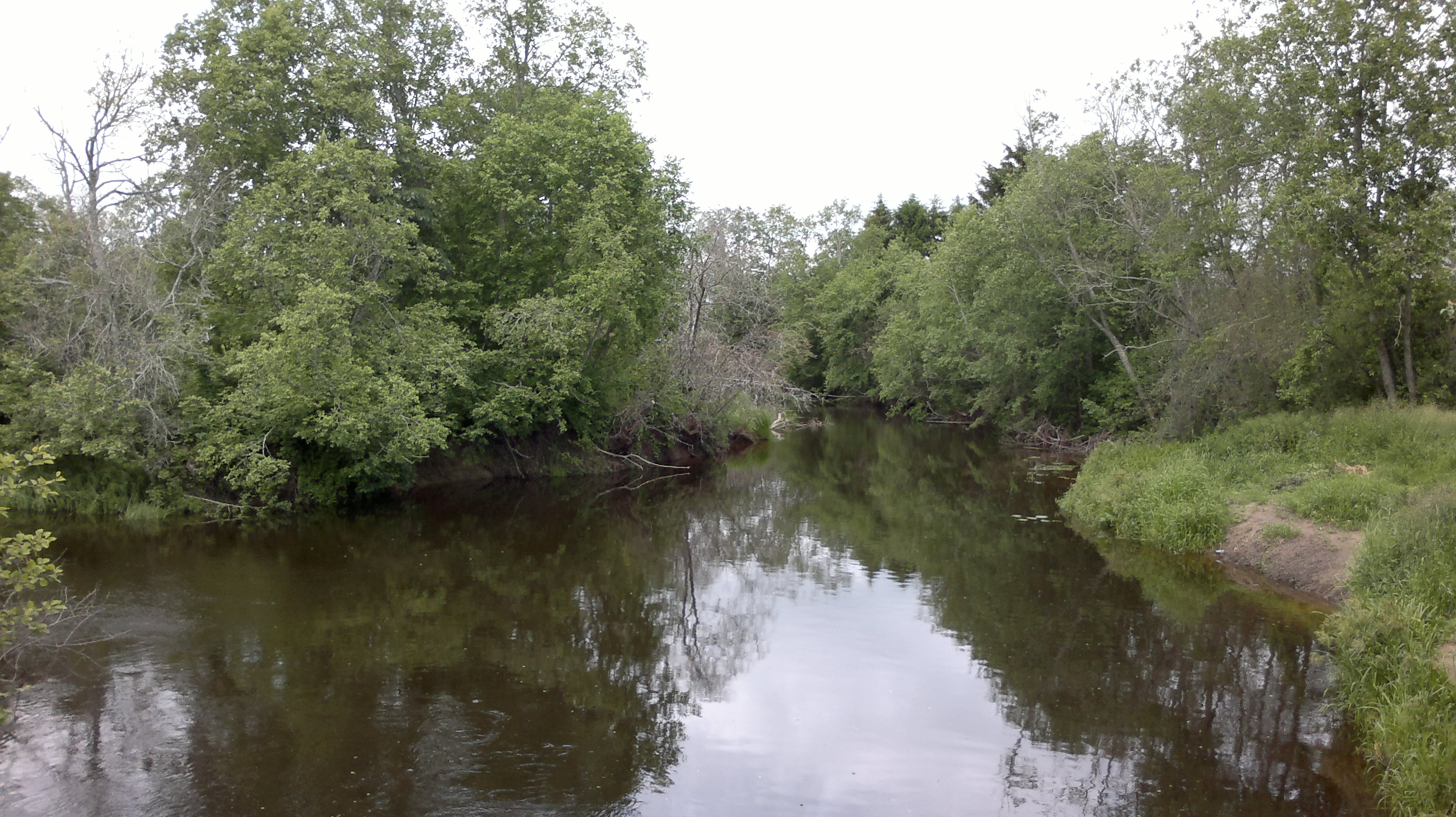
Река Кейла
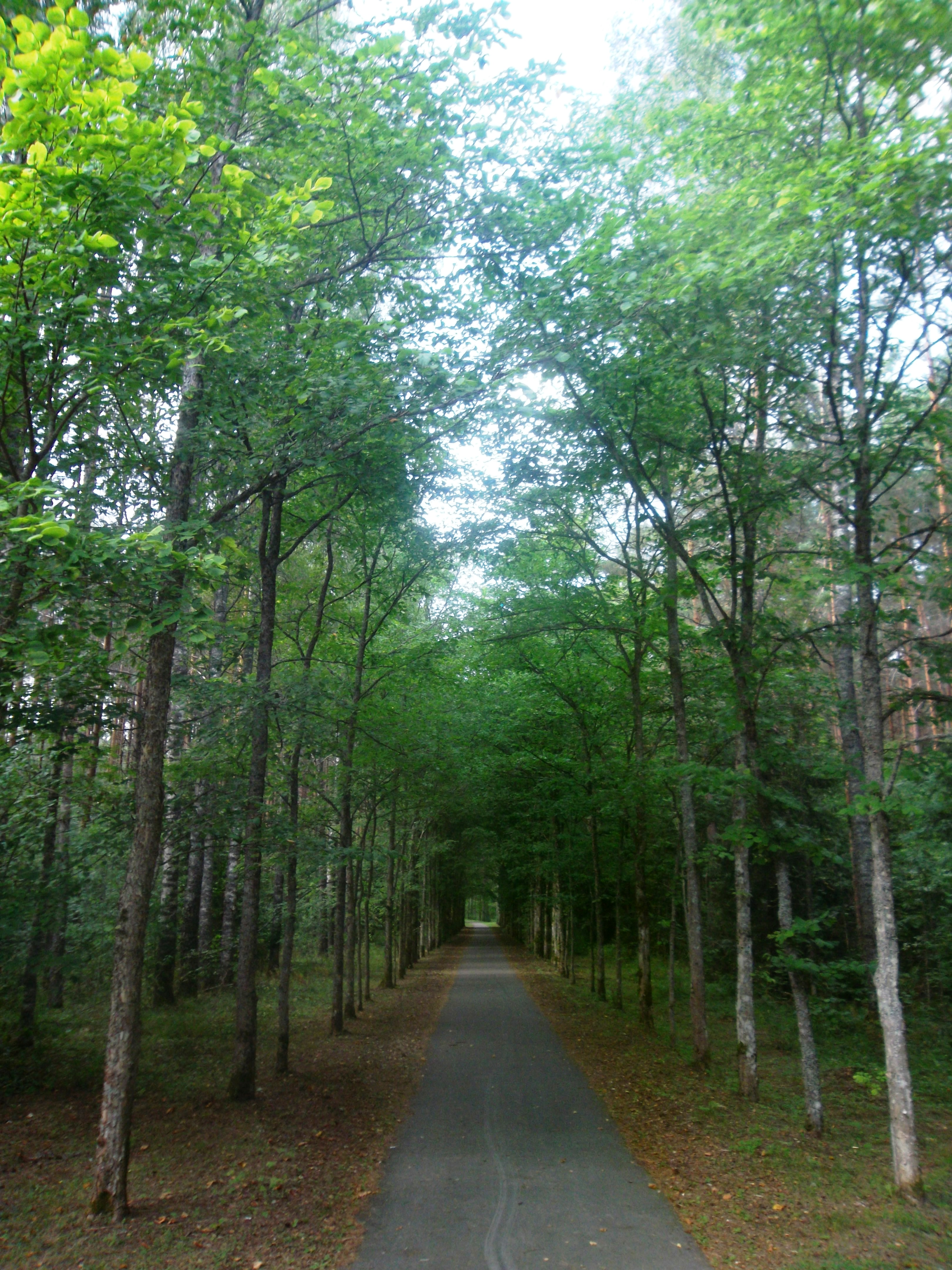
Пешеходная дорожка

## Комментарии
1. ↑  Эстонские топонимы, оканчивающиеся на -а, не склоняются и не имеют женского рода (исключение — Нарва)[8].